# Leo Halle
Leonard Herman Gerrit Halle (Deventer, 26 de janeiro de 1906 - 15 de janeiro de 1992) foi um futebolista neerlandês, que atuava como goleiro.

## Carreira
Leo Halle fez parte do elenco da Seleção Neerlandesa de Futebol que disputou a Copa do Mundo de 1934.

## Ligações Externas
- Perfil em Fifa.com (em inglês)